# Jan Więckowski
Jan Józef Więckowski, ps. Drogosław, (ur. 25 lipca 1923 w Warszawie, zm. 11 lipca 2008 w Bryn Mawr, USA) – podharcmistrz, porucznik, szef 2. kompanii „Rudy” batalionu „Zośka”, powstaniec warszawski i magister ekonomii.

## Życiorys
Syn Aleksandra Więckowskiego, inżyniera architekta, pracownika Departamentu Budownictwa Ministerstwa Spraw Wojskowych, uczestnika wojny polsko-bolszewickiej i II wojny światowej oraz Heleny z domu Braunstein, doktora filozofii Uniwersytetu Warszawskiego, współpracowniczki Delegatury Rządu na Kraj, profesora Uniwersytetu Łódzkiego i dyrektorki Biblioteki Uniwersytetu Łódzkiego. Brat Marii Więckowskiej, łączniczki I plutonu „Sad 2" kompanii „Rudy” batalionu „Zośka”.
Uczeń Męskiego Gimnazjum i Liceum Towarzystwa Ziemi Mazowieckiej. Kolega z klasy Andrzeja Romockiego. Od 1935 roku harcerz 21. Warszawskiej Drużyny im. gen. Ignacego Prądzyńskiego. W 1941 podjął studia na tajnej Szkole Głównej Handlowej.

## II wojna światowa

### Konspiracja
Od 1940 roku należał do tajnej organizacji PET. Po wcieleniu PET-u do Szarych Szeregów, znalazł się w Hufcu Południe Sad-400, dowodzonym przez Andrzeja Romockiego. Brał udział w akcjach Organizacji Małego Sabotażu Wawer. Po utworzeniu batalionu „Zośka” był szefem 2. kompanii „Rudy”, a z dniem 1 czerwca 1944 r. również szefem bezpieczeństwa batalionu. Mieszkanie Więckowskich na ulicy Smulikowskiego (obecna Spasowskiego) służyło jako lokal kontaktowy oraz archiwum kompanii.

Ukończył z piątą lokatą drugi turnus Szkoły Podchorążych Rezerwy Piechoty „Agricola”.

### Akcje
Brał udział w rozpoznaniu do akcji Lornetki i w przygotowaniach akcji pod Gołębiem, która miała miejsce 30 czerwca 1943 roku. Celem akcji było wysadzenie pociągu wiozącego niemieckich żołnierzy, jadących na urlop z frontu wschodniego. Jako kwatermistrz wziął udział w akcji pod Sieczychami. Był odpowiedzialny za stan gotowości plutonów przed akcją Kutschera oraz prowadził rozpoznanie przed akcją Tryńcza.

### Powstanie warszawskie
W powstaniu warszawskim wraz ze swoim batalionem walczył na Woli i Starym Mieście. Dziewiętnastego dnia powstania kontuzjowany od wybuchu granatnika, przez co trwale utracił słuch w lewym uchu. 31 sierpnia wraz ze swoją kompanią „Rudy” i „Kolegium A” Kierownictwa Dywersji Komendy Głównej AK, przedostał się przez Ogród Saski będący w rękach Niemców do Śródmieścia. Próba powiodła się w dużej mierze dzięki Drogosławowi, który płynnie władał językiem niemieckim. Po przebiciu się do Śródmieścia, udał się na Czerniaków do dowództwa „Brody 53". Stamtąd ponownie dostał się do Śródmieścia, by ściągnąć na Czerniaków lżej rannych żołnierzy. Tam został odcięty od „Zośki”. Od 13 września był w grupie żołnierzy batalionu „Wigry”.
Po upadku powstania trafił do niemieckiej niewoli. Przebywał w Bergen-Belsen, Gross-Born, Sandbostel i Lubece (Oflag X C), skąd został uwolniony przez brytyjskie wojska.

## Lata powojenne

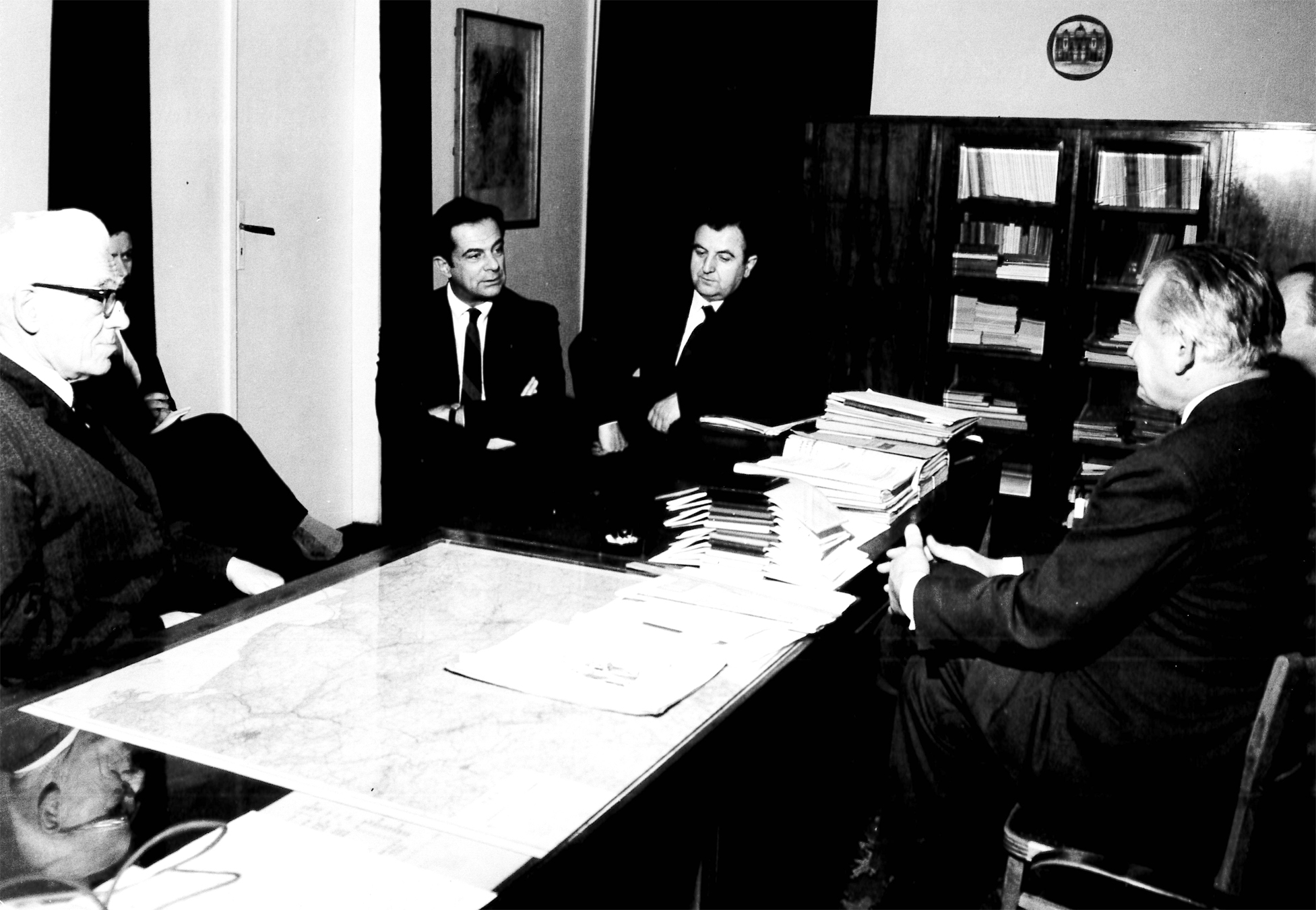
Od lewej pułkownik Janusz Podgórski, płk. Zdzisław Ciesiołkiewicz, J.J.Więckowski (wiceprezes Girard Trust Foundation z Filadelfii, USA), i inni, w kwietniu 1971 na rozmowach w Politechnice Warszawskiej z Rektorem Mieczysławem Łubińskim

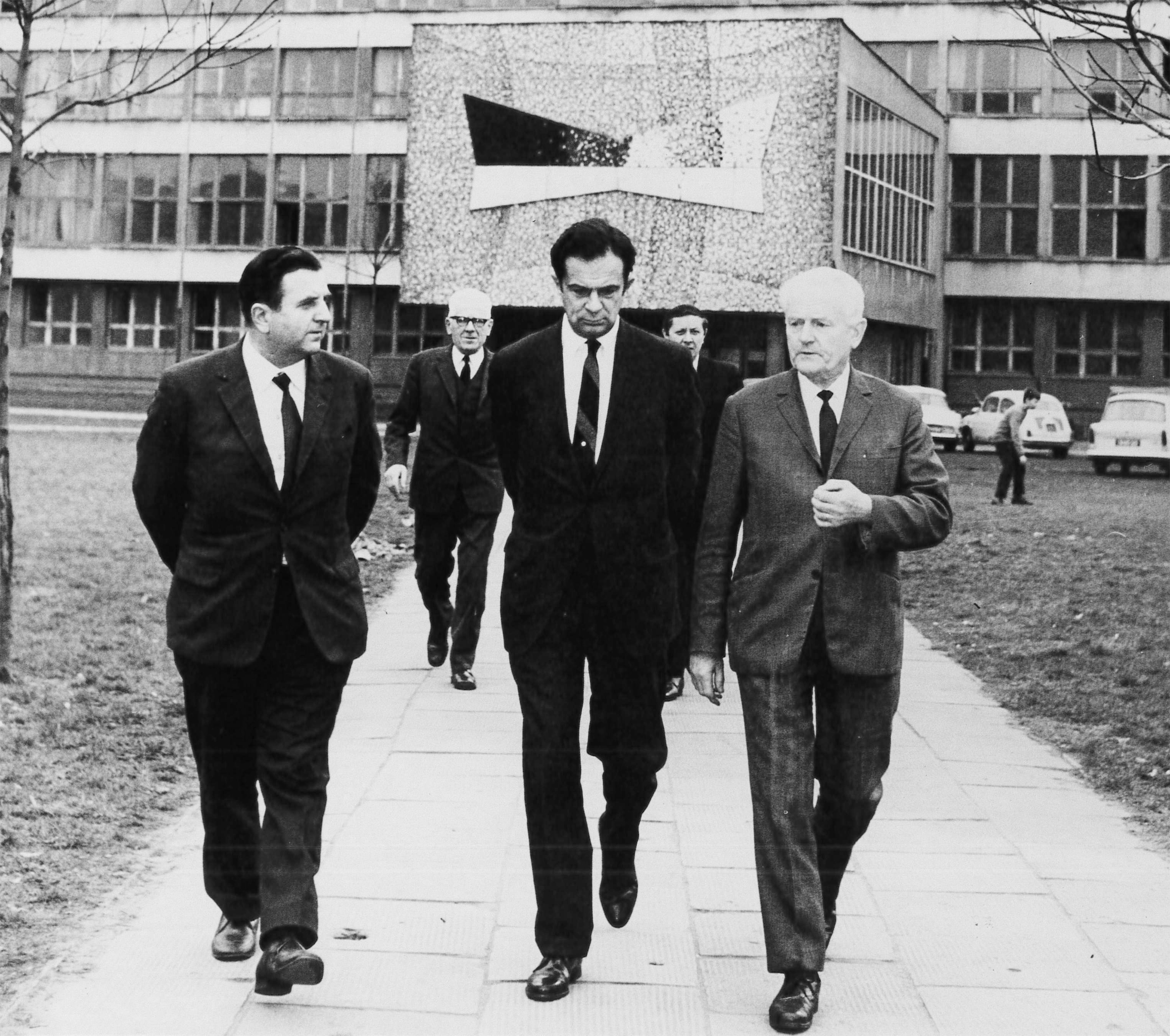
Od lewej pułkownik Zdzisław Ciesiołkiewicz, płk. Janusz Podgórski, J.J.Więckowski (wiceprezes Girard Trust Foundation z Filadelfii, USA), i inni, w kwietniu 1971 opuszczają siedzibę Politechniki Warszawskiej po rozmowach z Rektorem Mieczysławem Łubińskim.

W maju 1945 roku wyjechał do Meppen, do 1 Dywizji Pancernej, stamtąd do Francji, a następnie do Wielkiej Brytanii, gdzie został wcielony do Polskich Sił Zbrojnych. Został przydzielony do dowództwa I Korpusu PSZ w Edynburgu. Od stycznia 1946 r. znajdował się w Londynie, przydzielony w Sztabie Naczelnego Wodza do Komisji Historycznej Armii Krajowej, którą kierowali gen. Tadeusz Pełczyński i płk. Kazimierz Iranek-Osmecki. Wraz z gen. Tadeuszem Borem-Komorowskim, jako jego adiutant, wizytował jednostki wojskowe. Piastował funkcję pierwszego sekretarza Zarządu Głównego Koła byłych Żołnierzy AK.
Po demobilizacji z Polskich Sił Zbrojnych, wyjechał do Stanów Zjednoczonych. Od 1948 do 1951 student Stetson University w Deland, który ukończył z tytułem magistra ekonomii międzynarodowej. Od 1951 pracownik Girard Banku w Filadelfii, a od 1976 Wiceprezes Zarządu Banku. Po przejściu w roku 1986 na emeryturę był członkiem różnych rad nadzorczych firm finansowych. Pełnił funkcję Przewodniczącego Rady Konsultacyjnej Banku Polska Kasa Opieki SA w Nowym Jorku. W latach 1990–1996 sprawował rolę doradcy prezesa Banku Pekao SA w Warszawie. Był również członkiem Rady Instytutu Józefa Piłsudskiego w Ameryce.
Udzielał się w środowisku „Zośkowców”. Przekazał swoje pamiątki i dokumenty z powstania warszawskiego do Archiwum Szarych Szeregów.

Zmarł 11 lipca 2008 roku w Bryn Mawr w Pensylwanii. Pochowany na Our Lady of Czestochowa Cemetery w Doylestown.

## Odznaczenia
- Krzyż Walecznych (dwukrotnie – 1944)
- Srebrny Krzyż za Zasługi dla ZHP z Rozetą z Mieczami (1993)
- Krzyż Oficerski Orderu Zasługi RP (1996)